# Момина скала (хижа)
„Момина скала“ е туристическа хижа, намираща се в местността Стамболова ливада в планината Витоша. Хижата е построена в периода 1957 - 1959 година. В близост до нея има голяма поляна с ресторант носещ същото име.

## Изходни пунктове
- местността Златните мостове (последна спирка на автобус № 63) – 0,30 ч
- квартал Бояна – 2,30 ч
- квартал „Княжево“ на София (последна спирка на трамваи № 5 и 11) – 2 ч

## Съседни туристически обекти
- хижа Есперанто – 20 минути
- хижа Септември – 20 минути
- хижа Тинтява – 25 минути
- хижа Планинец – 30 минути
- хижа Планинарска песен – 1 час и 30 минути
- Боянски водопад – 40 минути